# Bat Out of Hell II: Back into Hell
| Оценки критиков | Оценки критиков |
| Источник        | Оценка          |
| --------------- | --------------- |
| AllMusic        | [ 1 ]           |
| Kerrang!        | [ 2 ]           |
| Q               | [ 3 ]           |
| Rolling Stone   | [ 4 ]           |

Bat Out of Hell II: Back into Hell — шестой студийный альбом Мита Лоуфа. Был написан и спродюсирован Джимом Стайнманом. Альбом вышел в сентябре 1993 года, спустя 16 лет после выхода первого сольного альбома Мита Лоуфа Bat Out of Hell.
Было продано более 14 млн копий альбома по всему миру. Он занимал первую строчку чартов во множестве стран. Альбом часто называют одним из лучших «возвращений» в истории рок-музыки.
Пять песен с этого альбома были выпущены в виде синглов, включая I'd Do Anything for Love (But I Won't Do That), занявшую первую строчку в 28 странах и за которую Мит Лоаф получил премию «Грэмми» за лучшее сольное вокальное рок-исполнение.

## Список композиций
Слова и музыка всех песен — Джима Стайнмана.
| №                   | Название                                                                                    | Длительность |
| ------------------- | ------------------------------------------------------------------------------------------- | ------------ |
| 1.                  | «I’d Do Anything for Love (But I Won’t Do That)» (дуэт с Лоррейн Кросби в роли миссис Лауд) | 12:00        |
| 2.                  | «Life Is a Lemon and I Want My Money Back»                                                  | 8:00         |
| 3.                  | «Rock and Roll Dreams Come Through»                                                         | 5:50         |
| 4.                  | «It Just Won't Quit»                                                                        | 7:21         |
| 5.                  | «Out of the Frying Pan (And into the Fire)»                                                 | 7:24         |
| 6.                  | «Objects in the Rear View Mirror May Appear Closer than They Are»                           | 10:15        |
| 7.                  | «Wasted Youth» (монолог Стайнмана)                                                          | 2:41         |
| 8.                  | «Everything Louder than Everything Else»                                                    | 7:59         |
| 9.                  | «Good Girls Go to Heaven (Bad Girls Go Everywhere)»                                         | 6:53         |
| 10.                 | «Back into Hell» (инструментал)                                                             | 2:46         |
| 11.                 | «Lost Boys and Golden Girls»                                                                | 4:29         |
| Общая длительность: | Общая длительность:                                                                         | 75:38        |

| №                   | Название                                                                 | Длительность |
| ------------------- | ------------------------------------------------------------------------ | ------------ |
| 1.                  | «Bat Out of Hell» (live in New York, July 1993)                          | 12:11        |
| 2.                  | «You Took the Words Right Out of My Mouth» (live in New York, July 1993) | 6:42         |
| 3.                  | «Everything Louder than Everything Else» (live in New York, July 1993)   | 9:19         |
| Общая длительность: | Общая длительность:                                                      | 28:12        |

| №                   | Название                                                     | Длительность |
| ------------------- | ------------------------------------------------------------ | ------------ |
| 1.                  | «Bat Out of Hell (Live 1993)»                                | 11:13        |
| 2.                  | «You Took the Words Right Out of My Mouth (Live 1993)»       | 6:35         |
| 3.                  | «Heaven Can Wait (Live 1993)»                                | 4:47         |
| 4.                  | «All Revved Up And No Place to Go (Live 1993)»               | 7:54         |
| 5.                  | «Two Out of Three Ain't Bad (Live 1993)»                     | 7:38         |
| 6.                  | «Paradise By the Dashboard Light (Live 1993)»                | 11:27        |
| 7.                  | «For Crying Out Loud (Live 1994)»                            | 9:51         |
| 8.                  | «I'd Do Anything For Love (But I Won't Do That) (Live 1993)» | 12:44        |
| Общая длительность: | Общая длительность:                                          | :            |

## Чарты и сертификации
| Чарт (1993)                      | Наив. поз. |
| -------------------------------- | ---------- |
| Австралия (ARIA)                 | 1          |
| Австрия (Ö3 Austria)             | 1          |
| Нидерланды (Album Top 100)       | 1          |
| Германия (Offizielle Top 100)    | 1          |
| Новая Зеландия (RMNZ)            | 1          |
| Норвегия (VG-lista)              | 2          |
| Швеция (Sverigetopplistan)       | 1          |
| Швейцария (Schweizer Hitparade)  | 1          |
| Великобритания (UK Albums Chart) | 1          |
| США (Billboard 200)              | 1          |

| Чарт (1990–1999)    | Поз. |
| ------------------- | ---- |
| США (Billboard 200) | 87   |

| Регион | Сертификация  | Продажи    |
| --- | ------------- | ---------- |
| Австрия (IFPI Austria)                                                                                                   | Платиновый    | 50 000*    |
| Канада (Music Canada) | 9× Платиновый | 900 000^   |
| Германия (BVMI) | 2× Платиновый | 1 000 000^ |
| Швеция (GLF) | Платиновый    | 100 000^   |
| Швейцария (IFPI Switzerland)                                                                                             | Платиновый    | 50 000^    |
| Великобритания (BPI) | 6× Платиновый | 1 800 000^ |
| США (RIAA) | 5× Платиновый | 5 000 000^ |
| * Данные о продажах приведены только на основе сертификации. ^ Данные о тиражах приведены только на основе сертификации. |               |            |